# Visions and Spels
Visions and Spels (укр. Видіння і заклинання) — музичний твір імпровізаційної групи New Verbal Workshop, створений 1976 року. Реалізація алеаторичної композиції Джонстона Vigil (укр. Вігілія).
1969 року американський композитор Бен Джонстон написав цикл з чотирьох невизначених композицій Four Do-It-Yourself Pieces (укр. Чотири композиції «Зроби це сам»). Перейти до концепції «невизначеної музики» (алеаторики), яка могла звучати по-різному залежно від виконавця, Джонстона надихнув композитор-авангардист Джон Кейдж. Чотири експериментальні твори Джонстона, написані для різних виконавців, допомогали їм приймати рішення, які зазвичай належать композиторові. Однією з найвідоміших частин цього циклу була «CASTA *», яку виконували, серед інших, контрабасист Бертрам Турецкі («Casta Bertram») та співачка Норма Мардер («Casta Norma»). Пізніше Джонстон написав рок-оперу «Кармілла», частина якої мала містити імпровізацію, але все ще скептично ставився до створення творів без попередньої підготовки, та повернувся до написання класичної камерної музики.
1975 року Джонстон знову отримав можливість взяти участь у проєкті, що містив елементи імпровізації. Норма Мадер запросила його до складу групи співаків-імпровізаторів New Verbal Workshop, щоб тимчасово замінити одного з шести учасників та допомогти створити нову композицію. Джонстон погодився, бо давно не виконував музику самостійно, до того ж був радий співпраці із професійними музикантами, та був зацікавлений у тому, щоб задокументувати цей процес.
Результатом роботи Джонстона став твір Vigil (укр. Вігілія), який описував процес підготовки та виконання імпровізаційного твору. За задумом композитора, група з шести виконавців мала зустрічатися щотижня та виконувати вправи для покращення групової взаємодії. Джонстон виділяв шість аспектів, на які було варто звертати увагу учасникам групи: «1) ясність наміру; 2) усвідомлення та реакція на один одного; 3) відчуття часу; 4) ролі та маски, їхнє скидання та зміна як невіддільна частина групового виступу; 5) соло та реакція групи на них; 6) баланс між прийняттям спонтанного натхнення та дотриманням теми».
Назва Vigil  була відсиланням до ще одного аспекту твору. Керівник групи мав обрати групу пригнічених людей, та провести нічне чування (вігілію) на їхню честь. Під впливом композиторки Пауліни Оліверос, яка працювала над церемоніальною оперою Crow Two, щільно пов'язаною із культурою індіанців, Джонстон обрав американських індіанців групою для свого твору, а її представниками — композиторів Джона Кейджа та Роберта Ешлі, які мали індіанське коріння. Нарешті, Джонстон вирішив, що для імпровізації будуть використовуватися тексти американських аборигенів у перекладі Джерома Ротенберга та Джорджа Кронина.
Прем'єра твору імпровізаційним вокальним ансамблем New Verbal Workshop відбулася 1976 року; результат отримав назву Visions and Spels. Спочатку композиція була створена на замовлення Факультету танців Університету Іллінойсу, і під час прем'єри виконувалася із танцюристами, але пізніше перетворилася на самостійний твір. Як пізніше згадував Джонстон, деякі фрагменти вийшли мікротональними, внаслідок виконання «на слух», тому він вважав Visions and Spels максимально наближеним серед усіх його творів до творчості його вчителя Гаррі Парча. 1977 року інструкції Джонстона для алеаторичного твору Vigil вийшли у видавництві Smith Publications. 1984 року його реалізація Visions and Spels у виконанні New Verbal Workshop потрапила до музичного альбому із творами Джонстона Ben Johnston: Visions and Spels; Sonnets of Desolation, що вийшов на лейблі Composers Recordings Inc.; 2010 року альбом перевиданий на лейблі New World Records.